# مارشال آلمن
مارشال اسکات آلمن (به انگلیسی: Marshall Scot Allman) بازیگر، آمریکایی است که به خاطر بازی در نقش ال جی باروز در سریال فرار از زندان و تامی مایکنس در سریال خون حقیقی شناخته می‌شود.او در فیلم انی‌تاون بازی کرده است.

## زندگی شخصی
- او فرزند «ایدانل» و «جیمز مارتین آلمن جونیور» است و دارای سه برادر است که یکی از آنها «دیوید آلمن» دکتر است.
- او ابتدا به فوتبال علاقه داشت و قصد داشت در دانشگاه نیویورک هنر بخواند اما او در لس آنجلس بازیگر شد.
- وی در تاریخ ۱۷ ژوئن ۲۰۰۶ با جیمی آن آلمن ازدواج کرد. اکنون آنها دو پسر دوقلو به نام‌های «اولیور چارلز» و «اشر جیمز» و یک دختر به نام «جوئن جوآنی» دارند.

## زندگی حرفه‌ای
او در سال ۲۰۰۳ با بازی‌های کوچک همراه بود و بیشتر به عنوان بازیگر مهمان بازی می‌کرد اما در سال ۲۰۰۵ او با بازی در ۴۴ قسمت سریال فرار از زندان معروف شد و در سریال خون حقیقی نیز به ایفای نقش پرداخته است.
از دیگر فیلم‌های او می‌توان به آبی همانند جاز (۲۰۱۲) و مجموعه تلویزیونی آکواریوس اشاره کرد.او در فیلم ماشین جین منسفیلد بازی کرده است.